# Copyfraud

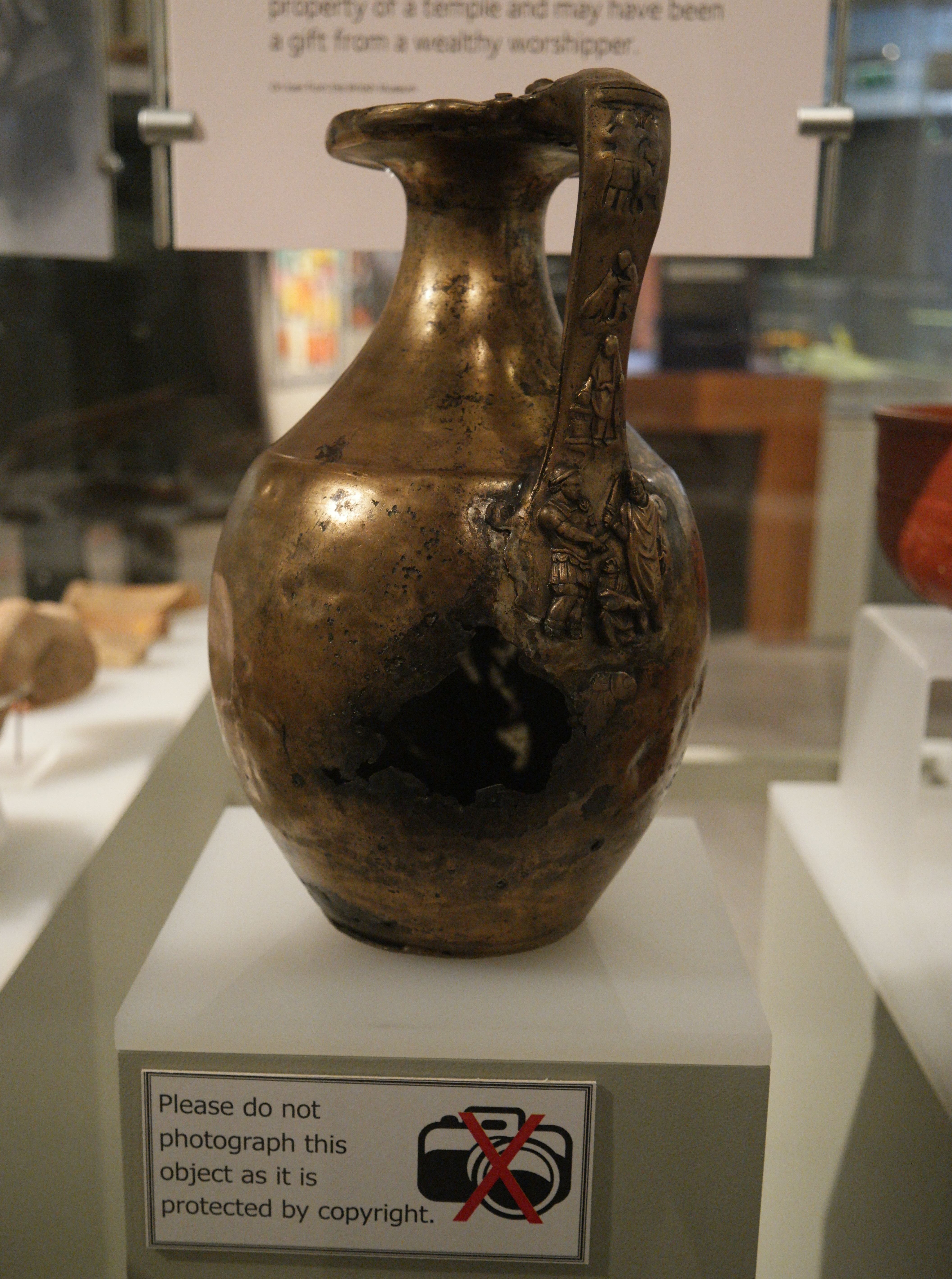
Jarra de bronce del en poder del Museo Británico, con reclamo de derechos de autor falso, mientras estaba prestada a Tullie House Museum

El término copyfraud (en español fraude de derechos de autor) se refiere a un reclamo de derechos de autor falso y/o fraudulento por parte de un individuo u organización con respecto al contenido que es de dominio público o cuyos derechos de autor no le pertenecen. Tales afirmaciones son ilícitas, al menos según las leyes de derechos de autor de los EE. UU. y Australia, porque el material que no tiene derechos de autor es gratuito para que todos lo usen, modifiquen y reproduzcan. Copyfraud también incluye reclamos extralimitados por parte de editores, museos y otros, como cuando un propietario legítimo de derechos de autor, a sabiendas o con conocimiento constructivo, reclama derechos más allá de lo que permite la ley.
El término copyfraud fue acuñado por Jason Mazzone, profesor de derecho en la Universidad de Illinois. Debido a que el copyfraud conlleva poca o ninguna supervisión por parte de las autoridades y pocas consecuencias legales, existe a gran escala, con millones de obras en el dominio público etiquetadas falsamente como protegidas por derechos de autor. Por lo tanto, las empresas y los individuos pagan innecesariamente los derechos de licencia. Mazzone afirma que el copyfraud sofoca la reproducción válida de material gratuito, desalienta la innovación y socava los derechos de la libertad de expresión.: 1028  Otros académicos legales han sugerido remedios públicos y privados, y se han presentado algunos casos relacionados con el copyfraud.

## Definición
Mazzone describe el copyfraud:
- Reclamar la propiedad de los derechos de autor de material de dominio público.[1]: 1038
- Imposición por parte de un propietario de derechos de autor de restricciones más allá de lo que permite la ley.[1] : 1047
- Reclamar la propiedad de los derechos de autor sobre la base de la propiedad de copias o archivos.[1] : 1052
- Adjuntar avisos de derechos de autor a una obra de dominio público convertida a un medio diferente.[1] : 1044–45

## Asuntos legales

### Reclamaciones falsas de derechos de autor
Según los expertos en derechos de autor Jason Mazzone y Stephen Fishman, grandes editoriales reimprimen y venden una gran cantidad de obras de dominio público que afirman o dan a entender que poseen los derechos de autor de esas obras. Si bien la venta de copias de obras de dominio público es legal, reclamar o insinuar la propiedad de los derechos de autor de esas obras puede constituir un fraude.
Mazzone señala que aunque el gobierno de los EE. UU. protege los derechos de autor, ofrece poca protección a las obras de dominio público. : 8 En consecuencia, las reclamaciones falsas de derechos de autor sobre obras de dominio público (copyfraud) son comunes. : 8 Las ganancias obtenidas por los editores que reclaman falsamente los derechos de autor han sido inmensas. La Sección 506(c) del Código de los Estados Unidos (USC) Título 17 prohíbe tres actos distintos: (1) colocar un aviso falso de derechos de autor en un artículo; (2) distribuir públicamente artículos que tengan un aviso de derechos de autor falso; y (3) importar para distribución pública artículos que lleven un aviso de derechos de autor falso. La acusación debe probar que el acto denunciado se cometió «con intención fraudulenta». Las violaciones de las secciones 506(c) y 506(d) se castigan con una multa de hasta US$2.500 cada una. No existe ningún derecho privado de acción bajo ninguna de estas disposiciones. Ninguna empresa ha sido procesada por violar esta ley.
Mazzone argumenta que el copyfraud por lo general tiene éxito porque hay pocas y débiles leyes que penalizan las declaraciones falsas sobre los derechos de autor, la aplicación laxa de tales leyes, pocas personas que son competentes para brindar asesoramiento legal sobre el estado de los derechos de autor del material y pocas personas dispuestas a arriesgarse a una demanda para resista las tarifas de licencia fraudulentas que exigen los revendedores.

### Restricción de uso con licencias

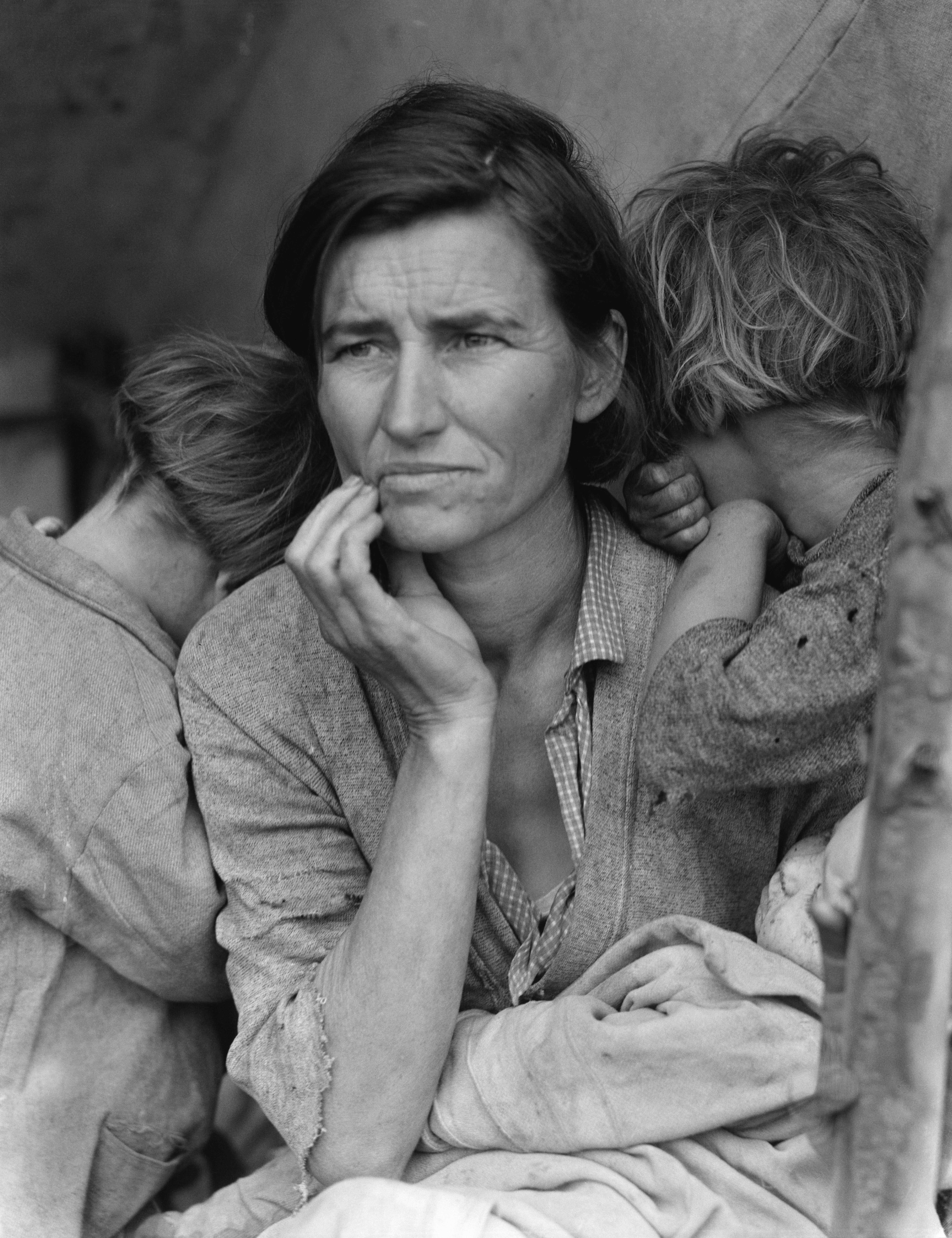
«Madre migrante», de Dorothea Lange

Las empresas que venden material de dominio público bajo afirmaciones falsas de derechos de autor a menudo requieren que el comprador acepte un contrato comúnmente conocido como licencia. Muchas de estas licencias para material comprado en línea requieren que el comprador haga clic en un botón para «aceptar» sus términos antes de poder acceder al material. Los editores de libros, tanto impresos como electrónicos, a veces incluyen una declaración similar a una licencia en compilaciones de material de dominio público que pretende restringir cómo el comprador puede usar el material impreso. Por ejemplo, Dover Publications, que publica colecciones de imágenes prediseñadas de dominio público, a menudo incluye declaraciones que pretenden limitar el uso de las ilustraciones. Fishman afirma que si bien el vendedor no puede demandar con éxito por infracción de derechos de autor según la ley federal, puede demandar por incumplimiento de contrato según la licencia.
Las fotos de dominio público de Walker Evans y Dorothea Lange, disponibles para descargas sin restricciones desde la Biblioteca del Congreso, también están disponibles en Getty Images luego de aceptar sus términos y pagar tarifas de licencia de hasta $5.000 por un período de seis meses. Cuando la fotógrafa Carol M. Highsmith demandó a Getty Images por afirmar que poseían los derechos de autor de las fotos que donó al dominio público, Getty admitió que sus imágenes eran de dominio público, pero dijo que, no obstante, tenía derecho a cobrar una tarifa por distribuir el material ya que «Distribuir y brindar acceso a contenido de dominio público es diferente de afirmar la propiedad del mismo».
Fishman cree que debido a que la ley federal de los EE. UU. se antepone a la ley estatal cuando entra en conflicto con la ley federal, tales licencias similares a las de los derechos de autor no deberían ser ejecutables. Sin embargo, los primeros dos casos relacionados con violaciones de tales licencias decidieron que las licencias eran exigibles, a pesar de que el material utilizado era de dominio público: ver ProCD, Inc. contra Zeidenberg (1996) y Matthew Bender v. Jurisline (2000).

## Tipos de materiales
Colecciones: una colección de material de dominio público, ya sea escaneado y digitalizado, o reimpreso, solo protege la disposición del material, pero no las obras individuales recopiladas. Sin embargo, los editores de muchas colecciones de dominio público colocarán un aviso de derechos de autor que cubre toda la publicación. : 11 
Publicaciones del gobierno de los EE. UU.: la mayoría de los textos, ilustraciones y fotos publicados por el gobierno de los EE. UU. son de dominio público y están libres de derechos de autor. Algunas excepciones pueden incluir una publicación que incluye material protegido por derechos de autor, como una fotografía no gubernamental. Pero muchos editores incluyen un aviso de derechos de autor en documentos gubernamentales reproducidos, como uno en el Informe Warren. Sabiendo que la sanción por hacer un reclamo de derechos de autor falso en una publicación gubernamental copiada es pequeña, algunos editores simplemente ignoran las leyes. : 13 

### Bibliotecas digitales

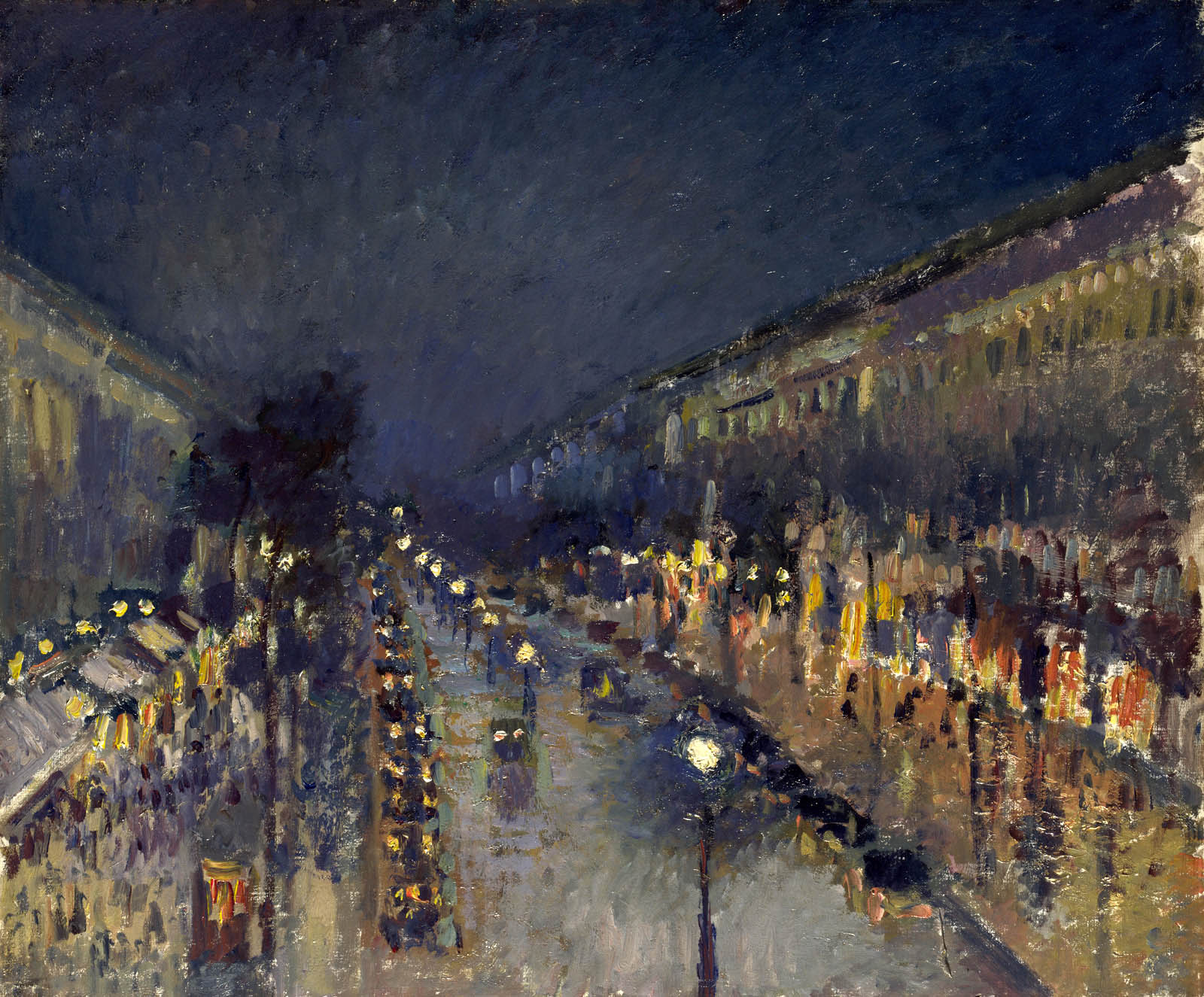
El bulevar Montmartre de noche de Camille Pissarro (1898)

Arte y fotografía: los editores a menudo colocan avisos de derechos de autor y restricciones en sus reproducciones de obras de arte y fotografías de dominio público. Sin embargo, las reproducciones, ya sea por fotografía o incluso una reproducción pintada, no pueden estar sujetas a los derechos de autor, ya que no hay creatividad original. Un caso judicial famoso que explicó que fue Bridgeman Art Library v. Corel Corp. en 1999: La «habilidad, trabajo o juicio simplemente en el proceso de copia no puede conferir originalidad». Sin embargo, a pesar del claro fallo de un tribunal federal de los EE. UU., Mazzone señala que la Biblioteca de Arte Bridgeman «no se ha dejado intimidar por su pérdida en los tribunales y continúa afirmando los derechos de autor en las reproducciones» de innumerables obras de dominio público. por artistas famosos de siglos anteriores, como Camille Pissarro. : 15 
Mazzone también utiliza el ejemplo de Corbis, fundada por Bill Gates, que se fusionó con Getty Images, una empresa de fotografía de stock similar. Getty tiene más de 200 millones de artículos a la venta, la mayoría de los cuales han sido escaneados y digitalizados para venderlos y distribuirlos en línea. Su vasta colección incluye muchas imágenes de obras bidimensionales de dominio público. Otras bibliotecas digitales, incluidas ARTstor y Art Resource, reclamaron los derechos de autor sobre las imágenes que proporcionan e impusieron restricciones sobre cómo se pueden usar las imágenes : 16 

### Obras de arte originales, manuscritos y archivos
Además de las bibliotecas digitales en línea, varias bibliotecas, archivos y museos que tienen manuscritos originales, fotos y obras de arte han afirmado tener derechos de autor sobre las copias que hacen de esos artículos porque poseen el original. Sin embargo, muchos de esos artículos se crearon antes del siglo XX y se han convertido en parte del dominio público. Un ejemplo que da Mazzone es el de la American Antiquarian Society, que tiene un gran archivo de los primeros documentos estadounidenses. Sus términos y condiciones para obtener una copia de cualquiera de esos documentos requiere aceptar su licencia, junto con el pago. : 16 
Otro depósito, el Museo de Arte Fenimore de la Asociación Histórica del Estado de Nueva York, requiere de manera similar que un usuario de su archivo primero acepte sus términos antes de visitar o reproducir cualquier cosa de su colección de fotografías del siglo XIX y principios del XX, la mayoría de las cuales hace tiempo que forman parte del dominio público.

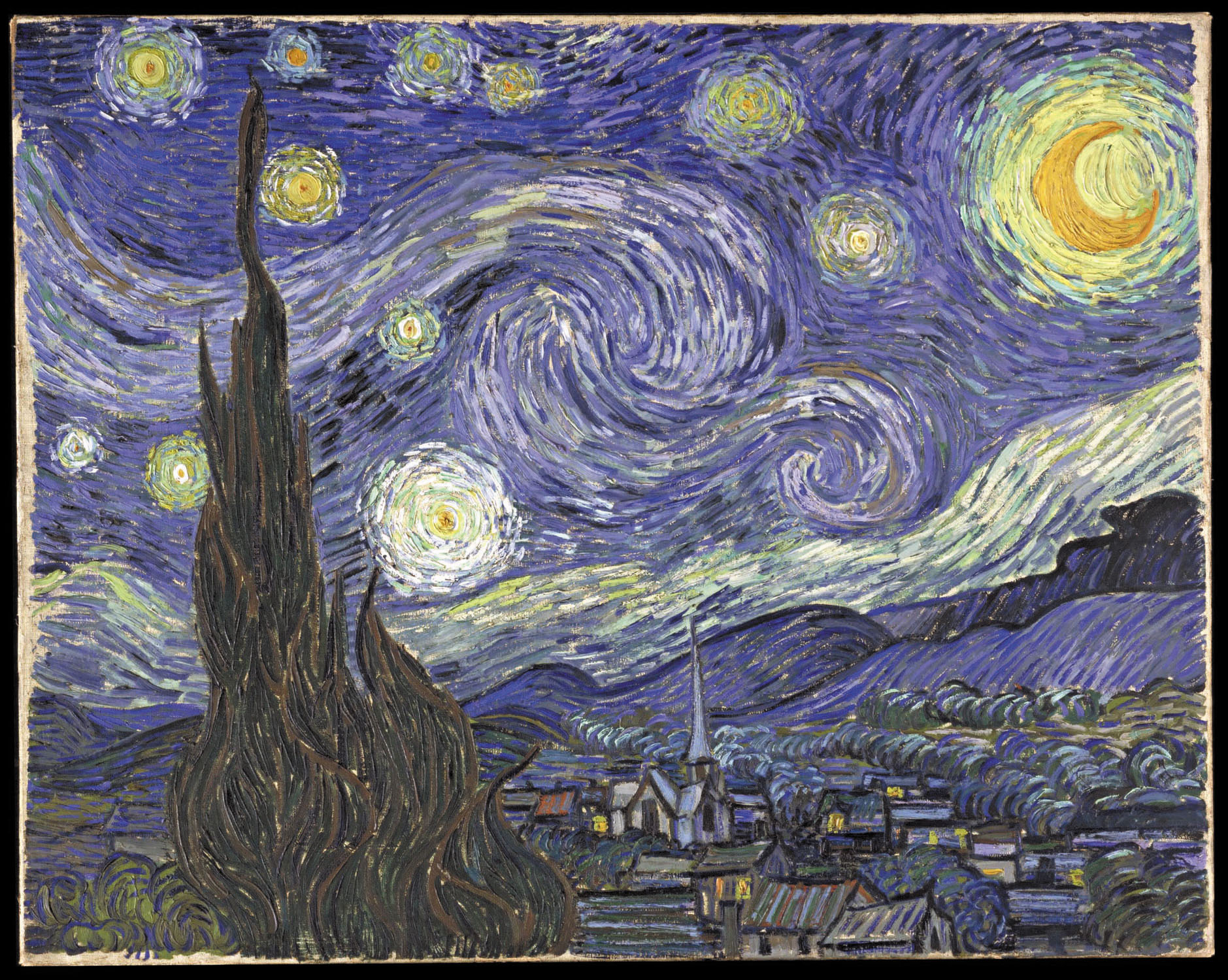
Los museos suelen imprimir reproducciones de obras de dominio público de artistas como Van Gogh con un aviso de derechos de autor cuestionable.

Según Mazzone, los archivos y museos suelen afirmar la propiedad de los derechos de autor donde no existen, y exigen erróneamente que el usuario acepte su licencia y los términos y condiciones. : 17 El expresidente de la Sociedad de Archivistas Estadounidenses, Peter Hirtle, ha escrito que «a muchos repositorios les gustaría mantener una especie de control similar al de los derechos de autor sobre el uso posterior de los materiales en su posesión, comparable al monopolio otorgado a un propietario de derechos de autor». Mazzone, por su parte, encuentra especialmente preocupante la tendencia de reclamos falsos de derechos de autor por parte de instituciones públicas apoyadas por los contribuyentes: «Deberíamos poder esperar a cambio que las obras de dominio público permanezcan en el dominio público». Él acredita a la Biblioteca del Congreso entre la lista cada vez más reducida de archivos que establece correctamente si una obra tiene derechos de autor. : 18 
El Museo de Bellas Artes de Boston, por ejemplo, incluye en su vasta colección de obras de arte muchas del siglo XIX. : 17 Aunque se han convertido en parte del dominio público, el museo afirma que posee los derechos de autor y, por lo tanto, requiere que el visitante acepte sus términos antes de obtener una copia de cualquier obra, es decir: «Las imágenes no son reproducciones simples de las obras representadas y están protegidos por derechos de autor...». El MFA regularmente pone a disposición imágenes para su reproducción y publicación, por ejemplo, en trabajos de investigación y libros de texto.
En el Reino Unido, sigue siendo una práctica estándar que los museos y repositorios reclamen derechos sobre imágenes de material en sus colecciones y cobren tarifas de reproducción. En noviembre de 2017, 27 destacados historiadores del arte, curadores de museos y críticos escribieron al periódico The Times para instar a que «las tarifas cobradas por los museos nacionales del Reino Unido para reproducir imágenes de pinturas, grabados y dibujos históricos son injustificadas y deberían abolirse». Comentaron que «los museos afirman que crean un nuevo derecho de autor al hacer una reproducción fiel de una obra de arte en 2D mediante fotografía o escaneo, pero es dudoso que la ley respalde esto». Argumentaron que las tarifas inhiben la difusión del conocimiento, el propósito mismo de los museos y galerías públicos, y por lo tanto «representan una seria amenaza para la historia del arte». Por lo tanto, aconsejaron a los museos nacionales del Reino Unido «que siguieran el ejemplo de un número creciente de museos internacionales (como el Rijksmuseum de los Países Bajos) y proporcionaran acceso abierto a imágenes de pinturas, grabados y dibujos de propiedad pública y sin derechos de autor para que son libres para que el público los reproduzca». Un estudio de 2022 realizado por Andrea Wallace encontró «un malentendido fundamental de lo que es, incluye y debería incluir el dominio público» entre las galerías, bibliotecas, archivos y museos del Reino Unido.

### Películas en el dominio público
Los propietarios de las copias físicas de películas en el domunio público a menudo imponen restricciones sobre su uso junto con el cobro de tarifas de licencia. El resultado es que, en muchos casos, a los realizadores de documentales les ha resultado casi imposible hacer una película o han abandonado los proyectos por completo. En un ejemplo, el cineasta Gordon Quinn de Kartemquin Films en Chicago se enteró de que el metraje del gobierno federal de dominio público que quería usar en una película se consideraba protegido por derechos de autor por un director que luego quería un pago por usarlo. : 18 De manera similar, la profesora de Stanford, Jan Krawitz, necesitaba incorporar un clip de dominio público en una película instructiva, pero el archivo que tenía la película no hizo distinción entre obras con derechos de autor y obras de dominio público, por lo que le exigió pagar una tarifa sustancial. : 18 
Según Matt Dunne, quien escribió sobre este problema en una popular revista especializada en cine, los cineastas ahora «abandonan proyectos debido al costo o a la autocensura de los materiales, la sensación en la comunidad de cineastas independientes es que el problema [de la autorización de autorización] ha llegado a un punto crítico». Como resultado, la revista MovieMaker, otra revista comercial, sugiere que los productores «nunca deben asumir que un clip de película es de dominio público». Mazzone describe esta nueva «cultura de concesión de licencias» como una norma arraigada basada en el miedo a utilizar cualquier trabajo anterior sin permiso. : 19 Estas tarifas de autorización suelen ser una parte importante del presupuesto de una película, lo que lleva a más productores a simplemente cortar cualquier metraje de una película en lugar de lidiar con la obtención de permisos. El lema de la industria, según el abogado de entretenimiento Fernando Ramírez, es «En caso de duda, déjalo».

## Análisis
Mazzone culpa tanto a los infractores como al gobierno:

La ley de derechos de autor en sí crea fuertes incentivos para el copyfraud. La Ley de derechos de autor no establece ninguna sanción civil por reclamar falsamente la propiedad de materiales de dominio público. Tampoco hay remedio bajo la Ley para las personas que se abstengan erróneamente de realizar copias legales o que paguen por el permiso para copiar algo que de hecho tienen derecho a usar de forma gratuita. Si bien afirmar falsamente los derechos de autor es técnicamente un delito penal según la Ley, los enjuiciamientos son extremadamente raros. Estas circunstancias han producido fraude en una escala incalculable, con millones de obras en el dominio público consideradas protegidas por derechos de autor e innumerables dólares pagados cada año en derechos de licencia para hacer copias que podrían hacerse de forma gratuita. El fraude de copias reprime las formas válidas de reproducción y socava la libertad de expresión.

También agrega que «el copyfraud altera el equilibrio constitucional y socava los valores de la Primera Enmienda», enfriando la libertad de expresión y asfixiando la creatividad.: 1029–30 

## Leyes relevantes

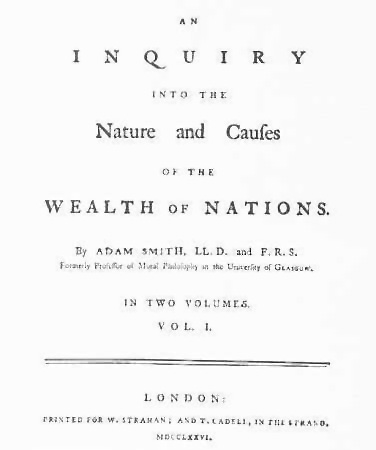
Las ediciones modernas de libros de dominio público de cientos de años de antigüedad, como La riqueza de las naciones (1776) de Adam Smith, a menudo se venden bajo un reclamo de derechos de autor por parte del nuevo editor.

En la Ley de derechos de autor de EE. UU., solo dos secciones se ocupan de las afirmaciones indebidas de derechos de autor sobre materiales de dominio público: la sección 506(c) penaliza los usos fraudulentos de los avisos de derechos de autor y la sección 506(e) sanciona la representación falsa de un hecho material a sabiendas. solicitud de registro de derechos de autor.: 1036 La sección 512(f) también castiga el uso de las disposiciones de safe harbor de la Digital Millennium Copyright Act para eliminar material que el emisor sabe que no está infringiendo.
Sin embargo, la Ley de derechos de autor de los EE. UU. no establece expresamente ninguna acción civil para remediar las reclamaciones ilegales de derechos de autor sobre materiales de dominio público, ni prescribe la ley para las personas que han sido dañadas: ya sea absteniéndose de copiar o pagando una licencia para usar material de dominio público.: 1030 El profesor Peter Suber ha argumentado que el gobierno de los EE. UU. debería «hacer que las sanciones por copyfraud sean al menos tan severas como las sanciones por infracción; es decir, tomar la disminución indebida en la circulación de ideas al menos tan en serio como el aumento indebido de la circulación de las ideas».
En el Reino Unido, Ronan Deazley y Robert Sullivan argumentan que los términos que requieren que los usuarios paguen una tarifa de licencia por lo que debería ser un trato justo según lo permitido por la ley de derechos de autor podría violar la sección 2 de la Ley de fraude de 2006 y constituir el delito de fraude por falsa representación.
En Australia, la sección 202 de la Ley de derechos de autor de Australia de 1968 impone sanciones por «amenazas infundadas de procedimientos legales» y proporciona una causa de acción para cualquier reclamo falso de infracción de derechos de autor. Esto incluye reclamos falsos de propiedad de derechos de autor de material de dominio público o reclamos para imponer restricciones de derechos de autor más allá de las permitidas por la ley.
El erudito legal estadounidense Paul J. Heald escribió que las demandas de pago por infracciones espurias de derechos de autor podrían resistirse en demandas civiles bajo una serie de teorías de derecho comercial: (1) Incumplimiento de la garantía del título; (2) enriquecimiento injusto; (3) fraude; y (4) publicidad engañosa. Heald citó un caso en el que la primera de estas teorías se utilizó con éxito en un contexto de derechos de autor: Tams-Witmark Music Library v. Nueva Compañía de Ópera.
Cory Doctorow, en un artículo de Boing Boing de 2014, señaló la «práctica generalizada de poner restricciones en las copias escaneadas de libros de dominio público en línea» y las muchas «entidades poderosas que presionan a los servicios en línea para "dispara primero, pregunta después" acerca de las eliminaciones por derechos de autor, mientras que las víctimas del fraude no tienen una voz poderosa que las defienda». La profesora Tanya Asim Cooper escribió que las reclamaciones de derechos de autor de Corbis en sus reproducciones digitales de imágenes de arte de dominio público son «espurias... abusos... que restringen el acceso al arte que pertenece al público al exigir el pago de tarifas innecesarias y sofocar la proliferación de expresión nueva, creativa, de 'Progreso' que garantiza la Constitución».
Charles Eicher señaló la prevalencia del copyfraud con respecto a Google Books, los esfuerzos de Creative Commons para «licenciar» obras de dominio público y otras áreas. Explicó uno de los métodos: después de escanear un libro de dominio público, «reformatéelo como PDF, márquelo con una fecha de copyright, regístrelo como un libro nuevo con un ISBN, luego envíelo a Amazon.com para la venta como un libro electrónico en Kindle. Una vez que el libro esté a la venta... envíelo a Google Books para incluirlo en su índice. Google obtiene un pequeño soborno por cada venta referida a Amazon u otras librerías». 

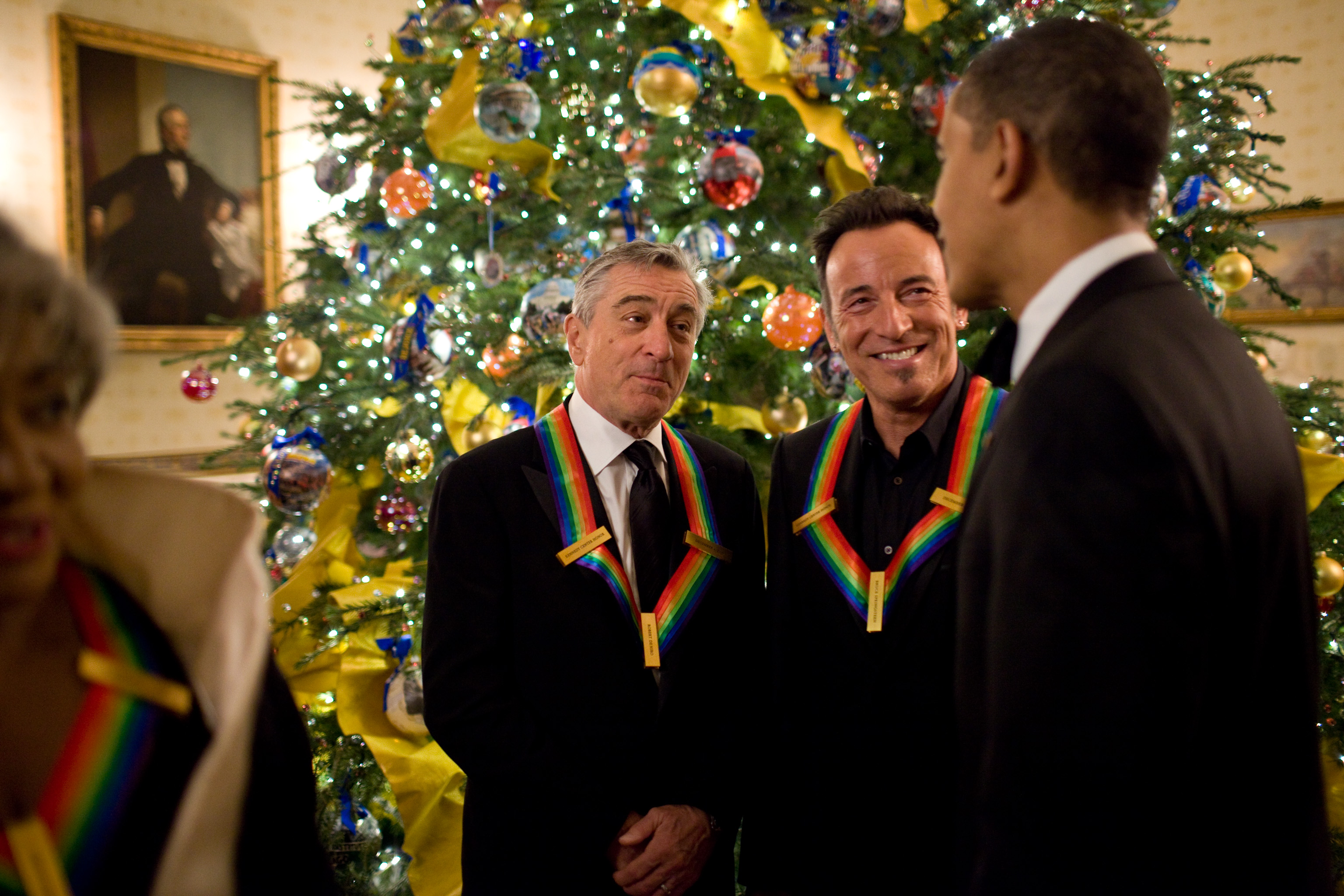
Esta imagen de la cuenta de Flickr de la Casa Blanca está libre de derechos de autor porque es un trabajo del gobierno federal de los Estados Unidos. Sin embargo, contiene una afirmación falsa de que la «fotografía no puede manipularse de ninguna manera».

## Demandas que alegan reclamos indebidos de derechos de autor
- En 1984, Universal Studios demandó a Nintendo para evitar que Nintendo se beneficiara de su juego de arcade Donkey Kong, alegando que Donkey Kong era demasiado similar a King Kong de Universal. Los abogados de Nintendo demostraron que Universal había argumentado con éxito en los procedimientos legales de 1975 contra RKO General que King Kong era de dominio público. Nintendo también ganó la apelación, una reconvención y otra apelación.[26][27][28]
- En 2006, Michael Crook presentó reclamos de DMCA fraudulentods contra sitios web, alegando derechos de autor sobre capturas de pantalla de su aparición en el programa Hannity & Colmes de Fox News. En un acuerdo de marzo de 2007, Crook acordó retirar los reclamos, «tomar un curso de derecho de autor y disculparse por interferir con los derechos de libertad de expresión de sus objetivos».[29][30]
- En 2009, los abogados que representaban a la Galería Nacional de Retratos (NPG) notificaron a Derrick Coetzee, editor/administrador del repositorio de contenido multimedia gratuito Wikimedia Commons, alojado por la Fundación Wikimedia, que 3.300 imágenes descargadas de obras de arte con derechos de autor expirados que albergaba violaban sus derechos de autor.[31]
- En 2013, Leslie Klinger acusó a los herederos de Arthur Conan Doyle de copyfraud en una demanda en Illinois por exigir que Klinger pagara una tarifa de licencia por el uso en su libro del personaje Sherlock Holmes y otros personajes y elementos de las obras de Conan Doyle publicadas antes de 1923. La Corte Suprema de los EE. UU. estuvo de acuerdo con Klinger y dictaminó que estos personajes y elementos son de dominio público en los EE. UU.[32][33]
- En 2013, Good Morning to You Productions, una compañía de documentales, demandó a Warner/Chappell Music por la reclamación de derechos de autor fraudulenta por la canción «Happy Birthday to You». En septiembre de 2015, el tribunal otorgó una sentencia sumaria que dictaminó que el reclamo de derechos de autor de Warner/Chappell no era válido y que la canción es de dominio público, excepto por los arreglos de piano específicos de Warner/Chappell de la canción.[34][35]
- En 2015, en el caso Lenz contra Universal Music Corporation se afirmó que los propietarios de los derechos de autor deben considerar el uso justo de buena fe antes de emitir un aviso de eliminación del contenido publicado en Internet.[36][37] Boing Boing considera tales usos de la DMCA como «reclamaciones falsas», una especie de copyfraud. Las reclamaciones indebidas de derechos de autor con respecto a obras utilizadas bajo una licencia libre, como una realizada por el recaudador de regalías alemán GEMA en 2011, se han denominado como copyfraud.
- En 2016, la fotógrafa Carol M. Highsmith demandó a dos organizaciones de fotografía de stock, Getty Images y Alamy, por US$1.350 millones por sus intentos de hacer valer los derechos de autor y cobrar tarifas por el uso de 18.755 de sus imágenes, que publica libres de regalías. Getty le había enviado una factura por una de las imágenes, que usó en su propio sitio web.[38][39] En noviembre de 2016, el tribunal desestimó la demanda con respecto a los reclamos federales de derechos de autor y los asuntos restantes se resolvieron fuera de los tribunales.
- En 2016, el mismo equipo legal que presentó la demanda de «Feliz cumpleaños» de 2013 presentó demandas alegando reclamos falsos de derechos de autor con respecto a las canciones «We Shall Overcome» y «This Land Is Your Land».
- El caso SCO contra Novell
- El caso Online Policy Group contra Diebold, Inc. (un caso de tergiversación relacionado con una eliminación de DMCA)
- En 2019, YouTube presentó una demanda contra una persona que, según afirman, abusó de las eliminaciones de DMCA para extorsionar a otros usuarios del sitio web.[40]
- En 2022, el canal de YouTube Lofi Girl fue dado de baja debido a una reclamación de DMCA fraudulenta.

## Otro uso notable y reconocimiento de reclamos de derechos de autor inapropiados
- En 2015, la American Antiquarian Society, anteriormente criticada por reclamar derechos de propiedad sobre el material de sus colecciones en el dominio público, actualizó su sitio web para reflejar una política de derechos y reproducciones que no reclama derechos de autor. La AAS permite a los usuarios «descargar y usar libremente cualquiera de las imágenes» en su base de datos de imágenes en línea, y no requiere que el usuario cite la biblioteca como fuente. Además, la AAS ahora permite la fotografía sin restricciones dentro de su sala de lectura.[1][41]
- En 2015, dos personas obtuvieron un escaneo 3D del busto de Nefertiti exhibido en el Neues Museum de Berlín. Publicaron los datos en Internet, lo que permitió al público copiar el busto. Su objetivo era desafiar «una cultura de hiperpropiedad  y las estrictas limitaciones que los museos a menudo imponen para compartir los datos informativos sobre su colección con el público». Incluso cuando sus casos carecen de respaldo legal, los museos y los gobiernos pueden intentar usar los derechos de autor o el derecho contractual para restringir el acceso a los materiales culturales, afirmar que son propietarios absolutos de todos los datos e imágenes, o usar la tecnología de gestión de derechos digitales para bloquear sus derechos. datos en total. El resultado es copyfraud.
- En 2015, una empresa llamada Rumblefish reclamó falsamente los derechos de autor de un video de YouTube de la canción de dominio público America the Beautiful, interpretada por la United States Navy Band, cuyas actuaciones son todas de dominio público. Después de que su reclamo fuera cuestionado por el cargador, Adafruit Industries, Rumblefish se retractó del reclamo. En 2019, el mismo video fue golpeado nuevamente con un reclamo de derechos de autor falso, esta vez por The Orchard.[42][43]
- En 2015, el sitio web Ashley Madison emitió numerosos avisos de DMCA para tratar de evitar que los periodistas y otras personas utilicen información de dominio público. Sony hizo lo mismo en 2014.
- En 2017, Portugal aprobó enmiendas a sus leyes contra la elusión por las que es ilegal imponer la gestión de derechos digitales para restringir el uso de obras que ya eran de dominio público.[44]
- En 2019, Visual China Group, el mayor proveedor de fotografías de archivo de China, cerró su sitio web después de recibir quejas por haber realizado reclamaciones de derechos de autor falsas sobre imágenes como la imagen del agujero negro tomada por el Event Horizon Telescope, la bandera nacional china y varios logotipos corporativos. como el de Baidu.[45]

## Lectura adicional
- Mazzone, Jason (2011). Copyfraud and Other Abuses of Intellectual Property Law. Stanford Law Books. ISBN 978-0804760065.
- Ebbinghouse, Carol (January 2008). «Copyfraud' and Public Domain Works». Searcher: The Magazine for Database Professionals 16 (1): 40-62. Archivado desde el original el 28 de marzo de 2017. Consultado el 10 de julio de 2022.
- Gévaudan, Camille (3 de diciembre de 2015). «Quand Wikimédia défend le domaine public contre le "copyfraud"» [How Wikimedia defends the public domain against "Copyfraud"]. Liberation (en francés).
- Blanc, Sabine (1 de abril de 2016). «Le copyfraud, entre circulation des savoirs et contraintes». La Gazette (en francés).
- Gary, Nicolas (23 de enero de 2016). «Open Access, Panorama, Copyfraud : République numérique, la loi se dessine». ActuaLitté (en francés).
- Cronin, Charles Patrick Desmond (8 de marzo de 2016). «Possession is 99% of the Law: 3D Printing, Public Domain Cultural Artifacts & Copyright». USC Law Legal Studies Paper No. 16-13. doi:10.2139/ssrn.2731935.

- Datos: Q683251
- Multimedia: Copyfraud / Q683251